# Kasjmirconflict
Het Kasjmirconflict is een langlopend territoriaal geschil over de Aziatische streken Jammu en Kasjmir.
Het conflict gaat in hoofdzaak tussen India en Pakistan en in mindere mate ook tussen India en de Volksrepubliek China, die alle aanspraak maken op (delen van) het gebied. Over de regio(nen) zijn verscheidene oorlogen en conflicten gevoerd tegen India. Pakistan meerdere en China een.

## Conflicten

### 1947-1948
- Eerste Kasjmiroorlog India - Pakistan

### 1962
- Chinees-Indiase Oorlog India - China
Leidde tot de annexatie van Aksai Chin door China dat uit handen van Pakistan in 1963 ook het door India opgeëiste Shaksgam verkreeg.

### 1965
- Tweede Kasjmiroorlog India - Pakistan

### 1971
- Indiaas-Pakistaanse Oorlog van 1971
Ging over de Oost-Pakistaanse onafhankelijkheid, die gesteund werd door India. In deze oorlog werd ook in Kasjmir gevochten.

### 1984-1989
- Siachenconflict India - Pakistan

### 1999
- Kargil-oorlog (of Derde Kasjmiroorlog) India - Pakistan

### 2019
- Februari: Ernstige grensschermutselingen tussen India en Pakistan zowel in de lucht als op de grond.
- Augustus: Intrekking van de speciale autonomie van de Indiase deelstaat.

### 2020
- 7 september: In het oosten van Ladakh vinden voor het eerst in 45 jaar beschietingen plaats tussen Chinese en Indiase militairen. Het Chinese Volksbevrijdingsleger zegt met nieuwe maatregelen te zullen komen.

### 2025
- Op 22 april vermoordden terroristen in het Indiase deel van Kashmir 26 mensen, bijna allemaal Indiase toeristen in de aanslag Pahalgam 2025. Volgens India zit Pakistan achter deze aanslag.[1] Op 7 mei 2025 voerde India een vergeldingsaanval uit en die escaleerde tot het Indiaas-Pakistaans conflict van 2025 dat op 10 mei eindigde in een wapenstilstand.